# Tom Tykwer
Tom Tykwer (Wuppertal, 23 de mayo de 1965) es un compositor, guionista y director de cine alemán.

## Biografía
Tom Tykwer nace en Wuppertal (Alemania) en el año 1965. Peter Pan fue probablemente la primera película que vio, y dice que la fantasía juvenil de crear un mundo mágico paralelo fue una inspiración ese día. El sentido soñador e infantil en Peter Pan le fascinó, como hizo Milagro en Milán de Vittorio de Sica. 
Otra experiencia cinematográfica importante fue viendo King Kong (Tom Tykwer, con nueve años, descubre que el cine era artificial, hecho por los hombres). Esta película en particular marcó el principio de su cariño por el género del horror. Tykwer nombra también La Novia de Frankenstein de James Whales y Halloween de John Carpenter como algunos de estos primerizos hallazgos. 
En este punto de la adolescencia, empieza a brillar su pasión desenfrenada por el cine.
Para conseguir mejor acceso a las películas echó una mano en una película independiente, que le permitió saltarse las restricciones de edad.
Tykwer empezó haciendo películas en Súper 8 a la edad de once años, un ejercicio puramente fanático esencialmente destinado a imitar sus películas favoritas. Como él mismo admite, aburrió a sus sufridores amigos. Sin embargo, continuó trabajando en proyectos similares durante su paso por la escuela.
Quedó aún más impresionado en una visita a Berlín, el aparente paraíso del cine. Tras graduarse en la escuela y enviar numerosas solicitudes sin éxito en prácticamente todas las escuelas de cine europeas, se mudó definitivamente a Berlín y trabajó como proyeccionista. En 1987 se convirtió en el programador del ambicioso cine Movimiento y, al mismo tiempo, analizaba guiones para el departamento de historia y entrevistaba muchos de sus ídolos cinematográficos para archivos televisivos.

### Dirección
El deseo de hacer sus propias películas no tomó forma hasta que conoció a la cineasta Rosa von Praunheim, quien vigorosamente purgó sus fijaciones por el género, impulsándole a crear historias surgidas de sus experiencias personales. Por ejemplo, sugirió a Tykwer grabar discusiones con su actual novia y –de una forma exagerada – transformarlas en un cortometraje. 
Because (1990) fue proyectado en el Hof Film Festival, que, para Tykwer, era en ese momento una verdadera meca de la cultura cinematográfica. Because fue recibido por el público con risas e identificación compasiva, una reacción totalmente inesperada que marcó al joven director. 
Para comunicar intensas verdades personales, pero a la vez desafiar la experimentación formal –que era el modo en el que imaginaba que podía progresar– nació otro cortometraje, Epilog (1992), que hundió a Tykwer en una deuda financiera, pero le permitió a él y a su colega Frank Griebe (cámara) ganar experiencia.
Pero volvamos al Hof Film Festival de 1990, porque Tykwer conoció allí a Stefan Arndt, que también llevaba un cine en Berlín. Su idea de hacer algo en tándem finalmente dio sus frutos cuando los productores de Kleines Fernsehspiel, en la televisión alemana ZDF, dieron a Tykwer la oportunidad de rodar su guion Deadly Maria (Mortalmente María), su primer largometraje. En ella, las influencias del cine de terror que cosechó en su juventud son muy evidentes, pero al final se convierte en un melodrama. La historia (extravagante e inusual) y su forma visual (muy dinámica), agitaron la industria de un modo muy inusual para ser un drama televisivo, consiguiendo un modesto estreno en salas. Sin embargo el éxito fue rotundo. Más de cien festivales proyectaron la película e incluso cines de algunos países como España, Holanda, Suiza, Noruega y Brasil. La reacción del espectador a la primera película televisiva alemana fue impasible (turbadora y emotiva), confirmando el impacto que Deadly Maria había tenido en los festivles.
Junto a Stefan Arndt, Wolfgang Becker y Dani Levy, Tykwer fundó la productora X Filme Creative Pool en 1994. La idea era crear un colectivo de cineastas con el máximo control creativo sobre sus producciones, garantizando, eso sí, cierta cantidad de estructura y seguridad financiera. Junto a Wolfgang Becker, Tykwer escribió el guion de Life is All You Get (La Vida en Obras), al mismo tiempo que trabajaba en su segunda película Winter Sleepers (1996/97). Esta vez claramente mayor y mucho más compleja que Deadly Maria. El rodaje en las montañas de Berchtesgaden fue el primer gran reto para Tykwer y su nueva compañía. Las cualidades hipnóticas de la película, típicas del director, llamaron la atención del público juvenil. Se convirtió también en una pieza memorable en los festivales.
Lo único que no iba tan bien en X Filme era el lado financiero. Un nuevo proyecto tenía que gestarse, así que Tykwer revisó una idea que le fascinó en Because: la relación entre coincidencia y destino. Una pequeña alteración en el desarrollo de un día puede tener enormes consecuencias, incluso marcar la diferencia entre la vida y la muerte. El resultado fue Run Lola Run (Corre, Lola, Corre), la película más exitosa en ese 1998. La imagen de una Franka Potente pelirroja corriendo las calles de Berlín atrapó al público internacional. Triunfó en el Festival de cine de Venecia, que le dio reputación a nivel mundial, ganando abundantes galardones. Recaudó más de siete millones de dólares en Estados Unidos y, aún más significante, Tykwer fue aclamado por actores y directores de Hollywood, convirtiéndose en un autor respetable.
Para Tykwer ese éxito paso relativamente desapercibido. En ese momento estaba preparando su siguiente proyecto con Franka Potente, quien se había convertido en su novia. No había nombres de famosos en The Princess and the Warrior La Princesa y el Guerrero, por no hablar de la localización (Wuppertal, el pueblo natal del director), que no era muy espectacular. Sin embargo, allí, el director estaba en su elemento, finalmente capaz de hablar (sin problemas financieros) sobre el tema que siempre le había intrigado: El poder instintivo del amor para superar los obstáculos externos y el dolor emocional.
Se acababa de fundar la X Verleih distribution company, que entregó la película a los cines, permitiendo a Tykwer y a sus colegas tener el control absoluto de la distribución.
El film fue proyectado en el Festival de cine de Venecia y en más de 30 países. En 2001 ganó una Lola de plata, el premio alemán a la mejor película. Tykwer comenta que La Princesa y el Guerrero fue su película más exitosa hasta la fecha (épica e intimista, personal y universal).
Casi inmediatamente, Tykwer se sumergió en un nuevo proyecto. La firma americana Miramax, especialistas en películas premiadas en los Óscar, sugirieron un guion de Krzysztof Kieślowski, Heaven (En el cielo), para ser filmado en inglés por actores de habla inglesa. Tykwer vio sus temas preferentes como la culpabilidad y el perdón en el guion del polaco, en particular la idea de que dos enamorados sean capaces de salvarse mutuamente y así convertirse en uno. Los intérpretes fueron Cate Blanchett y Giovanni Ribisi y fue rodada en Turín y la Toscana. Heaven abrió el festival internacional de Berlín en febrero de 2002, y fue su película más radical hasta el momento. Se estrenó prácticamente en todos los países del mundo y también ganó una Lola de plata.
Sin embargo, en ese momento, Tykwer estaba evidenciando cierto agotamiento creativo, exacerbado por una crisis personal. Se veía a sí mismo al final de un periodo creativo, y estaba confuso, sin saber como proceder.
Recibió la oferta de una compañía francesa para hacer un film de diez minutos para un proyecto coral llamado Paris, je t'aime. La película se tenía que hacer en uno de los veinte distritos de París, y tenía que ser una historia de amor. Aun así, Tykwer quiso hacer una película sobre el final de una relación (un tema autobiográfico en ese punto de su vida).
En agosto de 2002, sin apenas preproducirlo (por falta de tiempo), hizo True con Natalie Portman, Melchior Beslon (Otto en su película La Princesa y el Guerrero), y un equipo reducido, filmando rápidamente en las calles y los cafés de París.
Una historia de amor es contada a modo de flash-back con una intensa ráfaga de imágenes que Tykwer encontró personalmente liberadoras.
True fue premiada en el Festival de Berlín en 2004 en la competición de cortometrajes. Con esta pequeña película Tykwer alcanzó el resultado utópico que siempre había esperado ver en el cine. 

### El perfume
Se sintió entonces preparado para embarcarse en el reto más grande de su carrera: filmar el best seller de Patrick Süskind El perfume: Historia de un Asesino, junto a un nuevo compañero, el veterano productor Bernd Eichinger. Tykwer encontró en El perfume la historia de un personaje con un conflicto interior profundo, que intenta buscar el reconocimiento a toda costa. Eso le motivó a hacer este proyecto, ya que sintió cierto paralelismo con su crisis personal. 
Con una larga preproducción, marcada sobre todo por la interminable búsqueda del actor que interpretara a su protagonista, Jean Baptiste Grenouille (que finalmente resultó ser el joven Ben Whishaw), El perfume se rodó en Alemania, Francia y España en 2005, en coproducción con estos tres países. Se estrenó en 2006 en Europa y Estados Unidos.
"The International" fue estrenada durante 2009 y estuvo protagonizada por Clive Owen y Naomi Watts.
En el Festival de Venecia de 2010 el director alemán presentó el filme Three, protagonizado por Sophie Rois, Sebastian Schipper y Devid Striesow. Three es una comedia cuyo núcleo reside en un triángulo amoroso a dos bandas, en una infidelidad en paralelo. Los protagonistas son una pareja heterosexual de unos cuarenta años que se enamoran por separado del mismo hombre.

## Música
Tom Tykwer empezó sus lecciones de piano a la edad de ocho años. 
Después, una vez concebida su pasión por el cine, empezó a apreciar a los cineastas que cooperaban con los compositores para crear un lenguaje creíble a nivel musical, así como aquellos directores que componen la música de sus obras.
Su primera banda sonora surgió por causas financieras, ya que no disponía de dinero para pagar a un compositor, así que él mismo hizo esa labor. Estas primeras experiencias componiendo le permitieron descubrir que el proceso de composición empieza realmente con la escritura del guion, ya que, junto a la búsqueda del lenguaje de la película, se encuentra el tono melódico y la armonía. Junto a sus colegas Reinold Heil y Jonh Klimek, Tom Tykwer ha compuesto la banda sonora de todas sus películas, bajo el nombre de Pale 3.
Inicialmente motivados para unir esfuerzos y crear sus bandas sonoras, la música que compone Pale 3 no es solo música para películas. En cooperación con Xaver Naudasher, el proceso creativo ajeno a las películas es a veces una especie de liberación.
Con El perfume, Pale 3 tuvo la oportunidad de componer una banda sonora destinada a ser grabada con una gran orquesta, y tras una primera grabación que no convenció, se contrató a Sir Simon Rattle para dirigir a la Orquesta Filarmónica de Berlín.

## Filmografía

### Como director
- A Hologram for the King (2016)
- Cloud Atlas (2012)
- Three (2010)
- The International - Dinero en la sombra (2009)
- El Perfume - Historia de un asesino (Perfume: The Story of a Murderer, 2006)
- Paris, je t'aime (2006) (segmento "Faubourg Saint-Denis")
- True (2004)
- En el cielo (Heaven, 2002)
- La princesa y el guerrero (Der Krieger und die Kaiserin) (2000)
- Corre Lola, corre (Lola rennt) (1998)
- Sueño invernal (Winterschläfer) (1997)
- Die Tödliche Maria (1993)
- Epilog (1992/I)
- Because (1990)

### Como compositor
- Cloud Atlas (2012)
- El Perfume - Historia de un asesino (Perfume: The Story of a Murderer) (2006)
- Paris, je t'aime (2006) (segmento "Faubourg Saint-Denis")
- Ich Dich auch (2005)
- True (2004)
- Head Over Heels (2001) (tema "Running one" de Corre Lola, corre)
- La princesa y el guerrero (Der Krieger und die Kaiserin) (2000) (como Tykwer)
- Corre Lola, corre (Lola rennt) (1998)
- Sueño invernal (Winterschläfer) (1997)
- Die Tödliche Maria (1993)
- Epilog (1992/I)
- Because (1990)